# George Adams (Anthroposoph)
George Adams, eigentlich George von Kaufmann (* 8. Februar 1894 in Marijampolė, Russisches Kaiserreich; † 30. März 1963 in Birmingham) war ein britischer Mathematiker und Anthroposoph.

## Leben
George Adams wurde als Sohn des australisch-deutschen Industriellen Georg von Kaufmann und der Engländerin Mary Adams im damals russischen Mariampolé in Litauen geboren. Er studierte zwischen 1912 und 1918 Chemie (B.A.) und Mathematik (M.A.) an der University of Cambridge; dabei beschäftigte er sich intensiv mit den Werken Whiteheads und Russells.
1914 lernte er die Anthroposophie Rudolf Steiners kennen; er wirkte bei dessen Vorträgen in England als Dolmetscher und übersetzte später zahlreiche Werke Steiners ins Englische. 1916 trat er der Anthroposophischen Gesellschaft bei. Seine eigenen Arbeiten beschäftigen sich mit Fragestellungen des Goetheanismus, etwa mit der projektiven Geometrie, nach 1935 teils zusammen mit seiner Mitarbeiterin Olive Whicher.
1939 meldete er sich in London freiwillig zum Kriegsdienst und wurde zunächst als Dolmetscher in einem Gefangenenlager eingesetzt, jedoch nach einem halben Jahr entlassen. Nachdem seine deutschen Beziehungen kritisch geprüft wurden, nannte er sich ab 1940 George Adams. Bis Kriegsende diente er darauf weiter als Abhörer beim BBC Monitoring und im Luftschutz.
Er starb bei einer befreundeten Familie im Birminghamer Stadtteil Edgbaston, knapp vier Jahre nach einem schweren Herzinfarkt.

## Werke
- Fruits of Anthroposophy, London 1922
- Christ and the Earth, London 1927
- Synthetische Geometrie, Goethesche Metamorphosenlehre und Mathematische Physik. In: Mathesis, Stuttgart 1931
- The Anthroposophical Movement, London 1932
- Von dem ätherischen Raum. In: Natura, 6. Jg., Heft 5/6, 1933
  - Buchausgabe: Freies Geistesleben (Studien und Versuche 6), Stuttgart 1964; 2. A. 1981, ISBN 3-7725-0036-6
- Space and the Light of the Creation. A new Essay in Cosmic Theory, London 1933
- Strahlende Weltgestaltung. Synthetische Geometrie in geisteswissenschaftlicher Beleuchtung. Philosophisch-Anthroposophischer Verlag, Dornach 1934; 2. A. ebd. 1965, ISBN 3-7235-0002-1
- Christ in the Power of Memory and the Power of Love, East Grinstead 1938
- The Mysteries of the Rose-Cross, East Grinstead 1955; London 1989
  - Beide Titel auf Deutsch als: Das Rosenkreuzertum als Mysterium der Trinität. Freies Geistesleben (Anregungen zur anthroposophischen Arbeit 9), Stuttgart 1981; 2. A. 1994, ISBN 3-7725-1498-7
- Physical and Ethereal Spaces, London 1965; 1978
- Universalkräfte in der Mechanik. Vektoren in Raum und Gegenraum. Urraumschrauben. Mathematisch-Physikalisches Institut, Dornach 1973
  - englische Ausgabe: Universal Forces in Mechanics, London 1977
    - überarbeitete Neuausgabe: Universalkräfte in der Mechanik. Perspektiven einer anthroposophisch erweiterten mathematischen Physik. Verlag am Goetheanum (Mathematisch-Astronomische Blätter 20), Dornach 1996, ISBN 3-7235-0953-3
- Grundfragen der Naturwissenschaft. Aufsätze zu einer Wissenschaft des Ätherischen. Freies Geistesleben (Beiträge zur Anthroposophie 5), Stuttgart 1979, ISBN 3-7725-0405-1
- Lemniskatische Regelflächen. Eine anschauliche Einführung in die Liniengeometrie und Imaginärtheorie. Verlag am Goetheanum (Mathematisch-Astronomische Blätter 14), Dornach 1989, ISBN 3-7235-0514-7

Zusammen mit Olive Whicher:
- The Living Plant and the Science of Physical and Ethereal Space, Stourbridge 1949
- The Plant between Sun and Earth, Clent 1952; London 1980
  - deutsch überarbeitet in einem Band als: Die Pflanze in Raum und Gegenraum. Elemente einer neuen Morphologie. Freies Geistesleben, Stuttgart 1960; 2. erg. A. ebd. 1979, ISBN 3-7725-0450-7
- Pflanze, Sonne, Erde (Kunstmappe mit Text und 24 Zeichnungen). Freies Geistesleben, Stuttgart 1963